# Цинчэншань
Цинчэнша́нь (кит. упр. 青城山, пиньинь Qīngchéng Shān) — гора в городском уезде Дуцзянъянь, 68 км от Чэнду, китайская провинция Сычуань. К югу от этих гор находится гора Хэминшань, где патриарх Чжан Даолин в 142 году встретился с Лао-цзы. Название означает «Гора голубой крепости».
На горе Цинчэншань в 143 году Чжан Даолин основал первый в истории даосский храмовый комплекс, тем самым превратив даосизм из философского в религиозное учение. С этой горы, согласно традиции, Чжан Даолин ушёл на небо с женой и двумя учениками.
Во времена династии Тан на склонах горы помещалось не менее 70 даосских обителей.
На начало XX века в них жило ок. 500 монахов. Коммунистические власти закрыли большую часть монастырей, однако приблизительно сотня отшельников продолжала на горе вековые даосские традиции. В начале 80х годов XX века большинство монастырей официально были открыты с финансовой поддержкой современных властей. В 2000 году священная гора Цинчэн занесена ЮНЕСКО в список объектов Всемирного наследия.